# Pavlo Rebenok
Pavlo Viktorovyč Rebenok (in ucraino Павло Вікторович Ребенок?; Ordžonikidze, 23 luglio 1985) è un ex calciatore ucraino, di ruolo centrocampista.

## Caratteristiche tecniche
Gioca sulla fascia mancina come centrocampista laterale ma può agire anche da terzino.